# Paweł Struciński
Paweł Jerzy Struciński – polski toksykolog, doktor habilitowany nauk o zdrowiu, profesor Narodowego Instytutu Zdrowia Publicznego PZH – Państwowego Instytutu Badawczego (NIZP PZH-PIB).

## Życiorys
Absolwent VI Liceum Ogólnokształcącego im. Tadeusza Reytana w Warszawie (1985) i studiów wyższych na Wydziale Farmaceutycznym Akademii Medycznej w Warszawie (1990, specjalność bioanaliza i badanie środowiska, praca magisterska Ocena toksyczności ostrej cynku i karbarylu dla Daphnia magna w zależności od wybranych parametrów fizykochemicznych wody). W 1994 ukończył studia podyplomowe w zakresie zastosowań chemii w ochronie środowiska na Uniwersytecie Warszawskim. W 2002 roku uzyskał stopień naukowy doktora nauk medycznych na podstawie rozprawy Ocena zależności między wielkością tkankowych depozytów wybranych ksenoestrogenów chloroorganicznych a występowaniem nowotworów gruczołu piersiowego u kobiet, obronionej w Państwowym Zakładzie Higieny, a w 2016 roku habilitował się w zakresie nauk o zdrowiu na Wydziale Nauk o Zdrowiu Uniwersytetu Medycznego w Łodzi na podstawie pracy Ocena ryzyka jako narzędzie ochrony zdrowia społeczeństwa przed zagrożeniami związanymi z chemicznymi zanieczyszczeniami żywności.
W 1991 rozpoczął pracę w Państwowym Zakładzie Higieny. Ekspert w zakresie pozostałości pestycydów i trwałych zanieczyszczeń organicznych, biomonitoringu zanieczyszczeń środowiskowych, szacowania narażenia i oceny ryzyka, autor ponad 100 artykułów i rozdziałów w monografiach naukowych. Od stycznia 2019 pełni funkcję kierownika Zakładu Toksykologii i Oceny Ryzyka Zdrowotnego NIZP PZH-PIB. Wykładowca na posiedzeniach towarzystw naukowych, m.in. Polskiego Towarzystwa Nauk Weterynaryjnych i Polskiego Towarzystwa Toksykologicznego, którego jest członkiem od 1996. Uczestniczy w pracach Stałego Komitetu ds. Roślin, Zwierząt, Żywności i Pasz, sekcja fitofarmaceutyki – pozostałości pestycydów, oraz w Grupie Ekspertów Komisji Europejskiej ds. Trwałych Zanieczyszczeń Organicznych w Żywności.